# Cedra
Il Cedra è un torrente dell'Appennino parmense con una lunghezza di 15,5 km, affluente di sinistra del torrente Enza.

## Corso del torrente
Il torrente nasce dalla confluenza di vari corsi d'acqua, tra cui il Rio dei Frasconi che scende dal Monte Sillara, il Rio del Palo dal versante nord della Cima Canuti, il Cedra della Colla e il Cedra di Valditacca. Attraversa i comuni di Monchio delle Corti e di Palanzano e sfocia nel torrente Enza nei pressi di Selvanizza, al confine tra le province di Parma e di Reggio Emilia.
È interessante rilevare che nel punto di confluenza con il torrente Enza i due corsi d'acqua hanno una portata sostanzialmente identica.

## La valle del Cedra
La Valle del Cedra (o Val Cedra) è un territorio tipico dell'alto appennino parmense, ricco di boschi e praterie erbose. I due centri principali di Monchio e Palanzano e le loro frazioni (tra cui Valditacca, Rigoso, Trefiumi, Lugagnano, Isola di Palanzano, Vairo e Selvanizza) sono località turistiche frequentate soprattutto nel periodo estivo. Gran parte della Val Cedra è compresa nel Parco regionale delle Valli del Cedra e del Parma, detto anche "Parco dei Cento Laghi".
La località di Prato Spilla (1350 m), nei pressi di Rigoso, è una nota stazione sciistica dotata di tre impianti di risalita, frequentata anche in estate come punto di partenza per escursioni verso i numerosi laghi della zona, tra cui il lago Ballano, il lago Verde e il lago Palo.
Il Cedra ed i suoi affluenti sono noti per la numerosa fauna ittica, tra cui spicca la trota fario. Per esercitare la pesca sportiva è però necessario conoscere il regolamento stabilito dall'Ente di gestione per i Parchi e la Biodiversità dell'Emilia Occidentale.